# Strangelove
Strangelove is een nummer van de Britse band Depeche Mode. Het is de eerste single van hun zesde studioalbum Music for the Masses uit 1987. Op 27 april dat jaar werd het mummer wereldwijd op single uitgebracht.

## Achtergrond
Met "Strangelove" scoorde Depeche Mode een wereldwijde hit. In de VS behaalde een remix versie begin 1988 de 50e positie in de Billboard Hot 100. In Canada werd de 11e positie behaald, Zuid-Afrika, Duitsland en Finland de 2e, Ierland de 5e, Zwitserland de 3e, de Eurochart Hot 100 de 6e, Frankrijk de 25e en in Depeche Mode's thuisland het Verenigd Koninkrijk de 16e positie in de UK Singles Chart. 
In Nederland was de plaat op vrijdag 15 mei 1987 Veronica Alarmschijf op Radio 3 en werd mede hierdoor een radiohit in de destijds twee landelijke hitlijsten op de nationale publieke popzender. De plaat bereikte de 24e positie in de Nederlandse Top 40 en de 30e in de Natiobale Hitparade Top 100. In de tot 25 juni 1987 op Radio 3 uitgezonden Europese hitlijst; de TROS Europarade, werd de 8e positie behaald.
In België bereikte de plaat de 20e positie in de voorloper van de Vlaamse Ultratop 50 en de 14e positie in de Vlaamse Radio 2 Top 30. In Wallonië werd géén notering behaald.